# Kaule (Alt Refrath)
Kaule ist ein Ortsteil im Stadtteil Alt Refrath der Stadt Bergisch Gladbach  im Rheinisch-Bergischen Kreis.

## Lage und Beschreibung
Kaule liegt nördlich von Halbenmorgen im Bereich der Straße Auf der Kaule. Die Gewannenbezeichnung Auf der Kaule bezieht sich auf die spätmittelalterliche Hofsiedlung Refrather Kaulengut.

## Geschichte
Carl Friedrich von Wiebeking benennt die Hofschaft auf seiner Charte des Herzogthums Berg 1789 als Kuhlen. Aus ihr geht hervor, dass Kaule zu dieser Zeit Teil der Honschaft Refrath im Kirchspiel Bensberg war.
Unter der französischen Verwaltung zwischen 1806 und 1813 wurde das Amt Porz aufgelöst und Kaule wurde politisch der Mairie Bensberg im Kanton Bensberg zugeordnet. 1816 wandelten die Preußen die Mairie zur Bürgermeisterei Bensberg im Kreis Mülheim am Rhein.
Der Ort ist auf der Topographischen Aufnahme der Rheinlande von 1824 ohne Namen verzeichnet. Ab der Preußischen Neuaufnahme von 1892 ist er auf Messtischblättern regelmäßig als Kaule oder ohne Namen verzeichnet.
| Jahr | Einwohner | Wohn- gebäude | Kategorie  | Politische / kirchliche Zugehörigkeit                                    |
| ---- | --------- | ------------- | ---------- | ------------------------------------------------------------------------ |
| 1845 | 22        | 4             | Bauergüter | Bürgermeisterei Bensberg, Pfarre Bensberg, Bezeichnung Kaule bei Refrath |
| 1871 | 10        | 2             | Hofstelle  | Bürgermeisterei Bensberg                                                 |
| 1885 | 6         | 2             | Ortschaft  | Bürgermeisterei Bensberg, Kirchspiel Refrath                             |
| 1895 | 5         | 1             | Ortschaft  | Bürgermeisterei Bensberg, Kirchspiel Refrath                             |
| 1905 | 7         | 1             | Ortschaft  | Bürgermeisterei Bensberg, katholische Pfarre Refrath                     |